# Kevin Grund
Kevin Grund (* 14. August 1987 in Oberhausen) ist ein deutscher Fußballspieler.

## Karriere
Kevin Grund ist ein Eigengewächs des MSV Duisburg. Seit er mit sieben Jahren dem Verein beitrat, spielte er in sämtlichen Jugendmannschaften der Zebras und rückte 2006 in die zweite Mannschaft des MSV auf, die in der Oberliga Nordrhein spielte. Nachdem er dort im ersten Jahr nur unregelmäßig zum Einsatz gekommen war, war er ab der Saison 2007/08 Stammspieler auf der linken Offensivseite.
Im Februar 2009 erhielt er aufgrund der Local-Player-Regelung einen Profivertrag und in der Saisonvorbereitung der folgenden Saison überzeugte er, sodass er von Trainer Peter Neururer fest in den Profikader aufgenommen wurde. Als kurz vor dem 26. Spieltag Olivier Veigneau verletzungsbedingt ausfiel, kam Kevin Grund am 15. März 2010 als sein Ersatz zu seinem Profidebüt von Beginn an.
Im Sommer 2011 wechselte er vom MSV Duisburg zu Rot-Weiss Essen. Mit Essen gewann er 2012, 2015, 2016 und 2020 den Niederrheinpokal. Am 24. Spieltag der Regionalligasaison 2018/19 absolvierte der Verteidiger beim 3:0-Auswärtssieg gegen den SV Lippstadt 08 bereits sein 250. wettbewerbsübergreifendes Pflichtspiel für den Verein.
Nach zehn Jahren in Essen wechselte Grund im Sommer 2021 zum Oberligisten 1. FC Bocholt.

## Erfolge
- Niederrheinpokalsieger: 2012, 2015, 2016 und 2020 (mit Rot-Weiss Essen)